# Solidification fractionnée

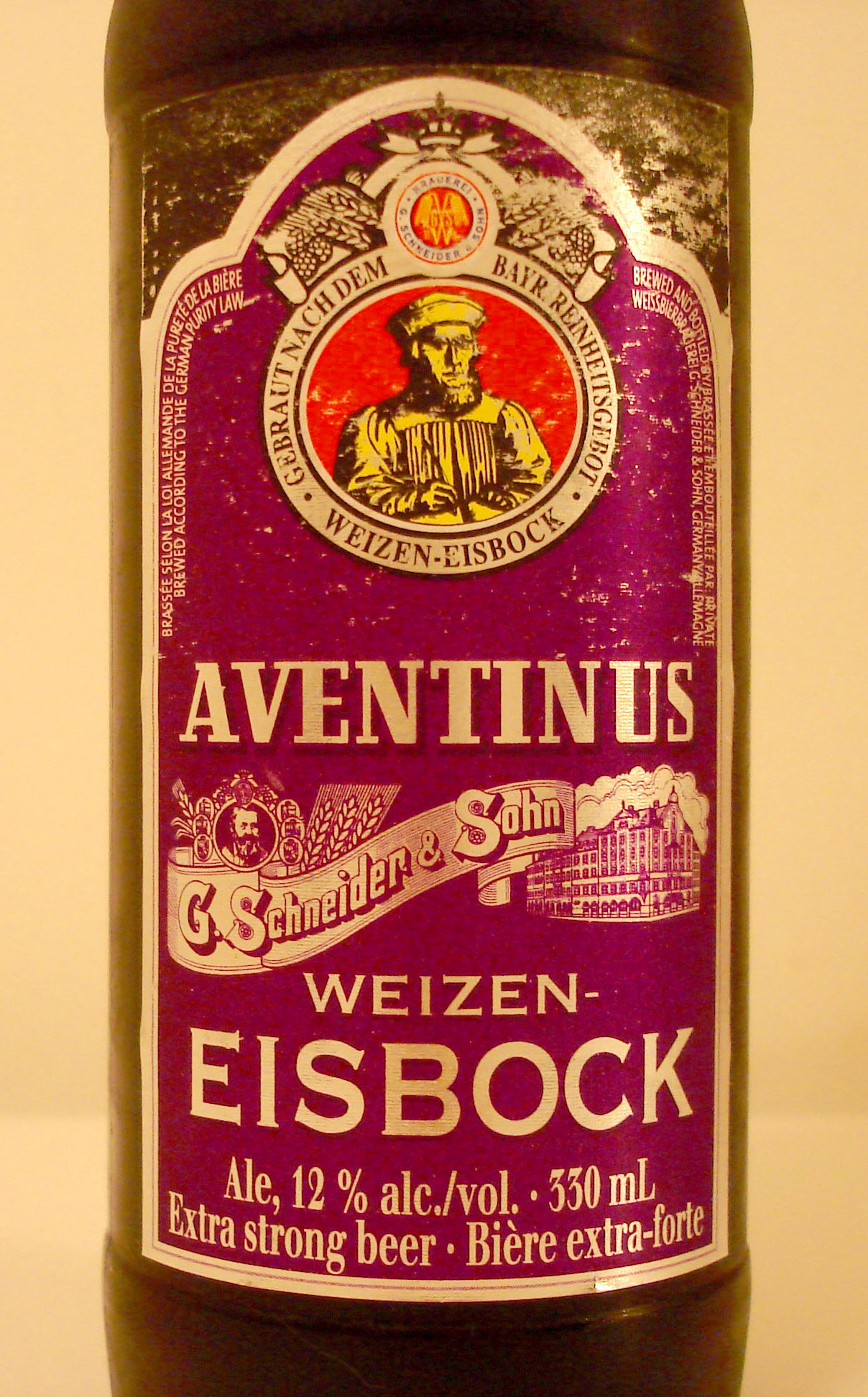
Eisbock (Bière 12%). Faite à l'aide de la solidification fractionnée

La solidification fractionnée est une méthode de séparation préparatoire de purification par fractionnement d’un produit, qui tire avantage d’une différence d’affinité pour la phase liquide ou d’une différence de point de fusion entre le produit devant être purifié et ses impuretés. Ceci peut être réalisé par la cristallisation partielle d’un liquide. Une autre méthode consiste en l’ajout d’un solvant à une solution que l’on évapore par la suite afin de refroidir et de concentrer la solution. Par la suite, la partie solide est éliminée et on parvient ainsi à purifier le produit.
Généralement, la méthode est utilisée afin d’obtenir des solides ultra-purs ou comme alternative à la distillation afin de concentrer des liquides sensibles aux hautes températures.

## Description de la méthode

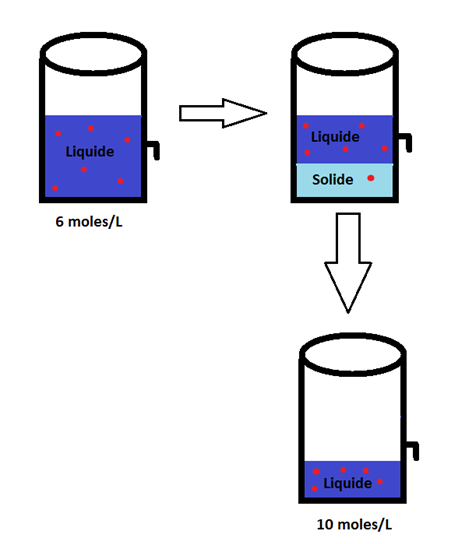
Étapes de solidification fractionnée avec élimination de la phase solide

Le processus consiste en le refroidissement d’une solution afin de cristalliser une partie de celle-ci. La phase solide, contenant une faible concentration du produit, est par la suite éliminée afin d’obtenir une phase liquide avec une concentration beaucoup plus élevée de ce même produit. On peut comparer la solidification fractionnée à la distillation, où la portion de la solution évaporée puis ré-condensée possède une concentration plus élevée du produit que l’on cherche à purifier que la portion qui est laissée en arrière. L’inverse est aussi possible, si le produit que l’on cherche à purifier possède un point de fusion plus élevé que son solvant ou que ses impuretés, la phase solide devrait contenir une concentration plus élevée en ce premier et donc c’est celle-ci qui est gardée et la phase liquide qui est éliminée.

### Solidification fractionnée lente
La solidification fractionnée lente est une technique qui est plus coûteuse puisque l’équipement nécessaire est plus dispendieux et permet de faire la solidification sur de plus grandes quantités.
Une des techniques de solidification fractionnée lente implique le refroidissement d’un cylindre contenant le liquide. La solution dans le fond du cylindre commence à congeler pour devenir solide puis, tranquillement, monte jusqu’à la surface du cylindre. On solidifie donc jusqu’à la fraction désirée pour ensuite séparer le liquide du solide.
Une autre technique semblable à la dernière qui fonctionne pour une plus grande quantité et qui donne un meilleur contrôle de la vitesse de congélation est aussi utilisée. Il s’agit d’un contenant sphérique rempli d’un liquide qu’on veut purifier et qui est lentement refroidit. La congélation débute autour de la sphère et, tranquillement, se déplace vers le milieu du contenant sphérique jusqu’à ce que la fraction désirée soit solidifiée. Le liquide purifié est au centre de la sphère entouré par la masse congelée. Le liquide est ensuite extrait de la sphère.

## Applications
La solidification fractionnée est une technique très simple, peu exigeante en matériel, qui a des applications industrielles nombreuses, pour retirer de l'eau d'une solution et ainsi concentrer un soluté dans le liquide résiduel, ou inversement pour récupérer une eau épurée. On peut enlever l'eau de jus de fruit pour obtenir des jus de fruit concentrés ou de boisson alcoolisée pour élever le degré d'alcool ; on peut également concentrer le sel de mer dans une phase liquide et récupérer la glace pour en faire de l'eau potable. 

### Désalinisation
La solidification fractionnée est utilisée pour désaliniser l'eau de mer. Le sel marin, constitué principalement de chlorure de sodium, abaisse le point de fusion de l'eau de mer par rapport à l'eau douce. En congelant lentement l'eau de mer, on obtient une glace dans laquelle la concentration en sel est suffisamment basse pour que  la glace en fondant donne de l'eau potable.

### Boisson alcoolisée

Diagramme du point de fusion du mélange éthanol-eau

La principale application de la solidification fractionnée présentement est dans l’industrie des boissons alcoolisées (Bière : Eisbock, vin de glace, cidre). La technique est utilisée pour augmenter la concentration d’éthanol dans le liquide fermenté. En effet l’éthanol abaisse le point de fusion de l'eau et dans une solution d’eau-éthanol, quand une phase solide se forme, l'éthanol se concentre que la phase liquide. Le degré d'alcool dépendra essentiellement de la température selon le diagramme ci-contre (avec des variations en fonction des autres solutés dans le liquide -- sucres, etc.) : si par exemple on descend la température à -10°C, un liquide dont la concentration est inférieure à 20% d'alcool formera de la glace jusqu'à ce qu'il atteigne cette valeur. Une partie de l'alcool et autres solutés passeront quand même dans la glace et seront perdu par le procédé.
Pour la confection de la bière Eisbock (bière de glace), par le passé, des tonneaux remplis de bière étaient laissés à l’extérieur pendant l’hiver puis la glace, majoritairement composée d’eau, était retirée périodiquement jusqu’à ce que la solution ne gèle plus. L’éthanol et la saveur sont concentrés dans la phase liquide pour donner une Eisbock. 
Aujourd’hui la solidification fractionnée est réalisée en cuve, en toute saison, et la température est réglée selon la concentration finale d’alcool désirée.
Par rapport à la distillation, la solidification fractionnée est beaucoup plus simple, elle requiert moins d'énergie (en effet, il suffit de congeler de l'eau et pour cela d'extraire une enthalpie de congélation de l'eau de -334 kJ/kg alors que la distillation requiert l'enthalpie de vaporisation de l'éthanol et de l'eau qui sont respectivement de 855 et 2265 kJ/kg), et le degré d'alcool est bien contrôlé simplement avec la température finale ; cependant, la concentration maximale est limitée par l'existence d'un point eutectique où la solution et le solide ont la même concentration en eau, ce qui empêche toute séparation : il est impossible d’obtenir une concentration de 100% d’éthanol par cette technique.  

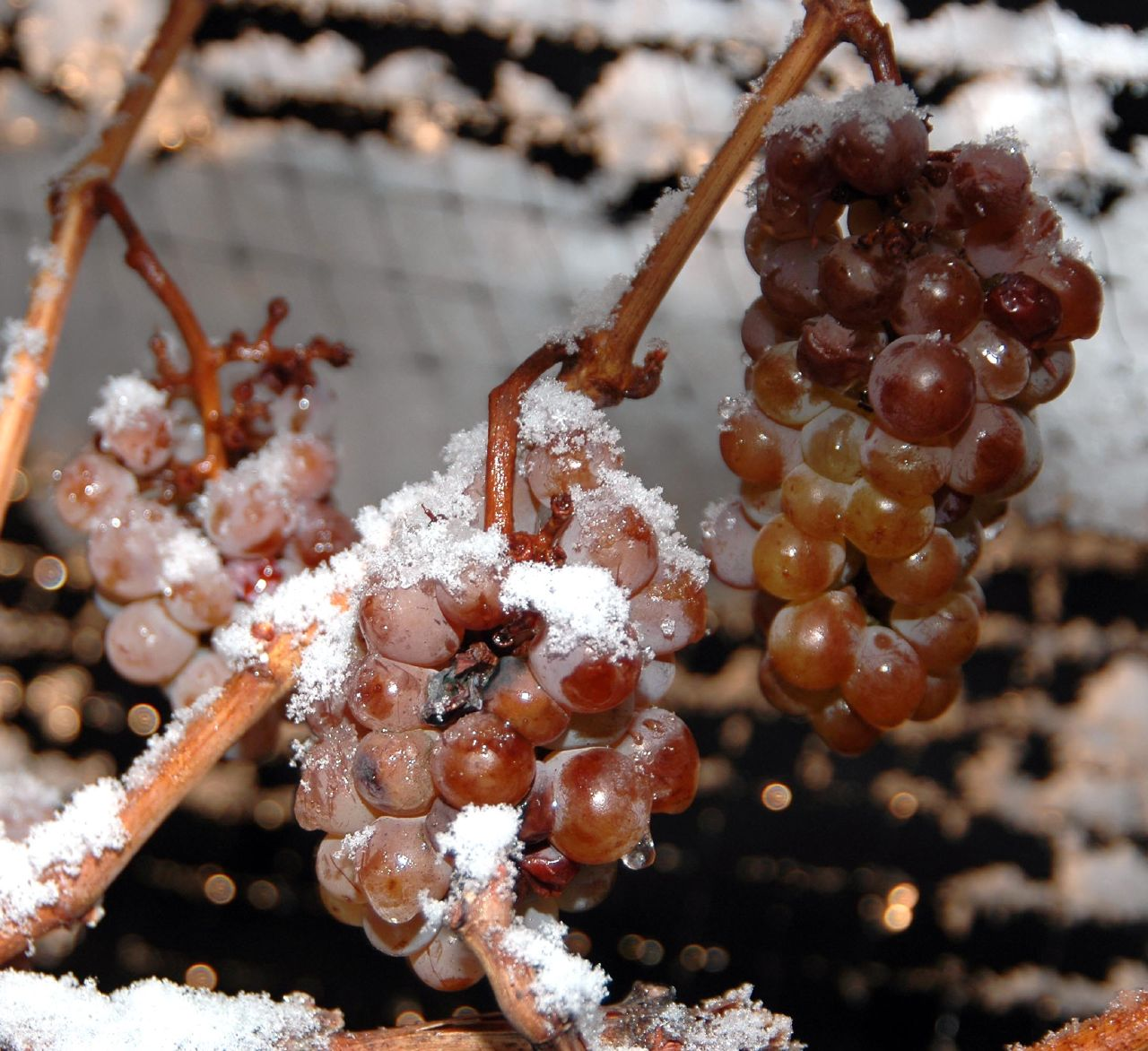
Solidification fractionnée de raisin pour concentrer le sucre du raisin pour faire du vin de glace

Dans le cas d'un vin de glace, la solidification fractionnée n’est pas fait après la fermentation mais avant. En effet, ce n’est pas la concentration d’éthanol qui change mais la concentration de sucre qui change. Puisque le jus sucré gèle à basse température, on est capable de retirer l’eau en glace lorsque les raisins sont gelés pour augmenter la concentration de sucre dans les raisins utilisés.

## Avantages et désavantages

### Avantages
- La méthode est simple, ne requiert pas d’équipement sophistiqué, de manipulation compliquée ou de formation particulière ;
- Peut être facilement utilisée à grande échelle ;
- Peut être utilisée pour séparer des produits sensibles aux hautes températures ;
- généralement peu dangereuse par rapport à d'autres procédés.

### Désavantages
- La concentration des différents produits est différente dans la phase solide et dans la phase liquide, mais ils restent présents dans les deux, ce qui signifie que
  - La méthode ne permet pas d’éliminer complètement une impureté, seulement de réduire sa concentration jusqu’à un certain point, selon sa nature ;
  - Elle ne permet pas non plus de récupérer la totalité du produit d’intérêt, une partie est toujours perdu dans la phase où il est le moins concentré (et la proportion perdue augmente quand on s'approche de la concentration limite) ;
  - Il n'est pas possible d'obtenir un produit parfaitement pur.

## Géologie
Le processus de solidification fractionnée intervient naturellement dans la différenciation des roches au cours des processus métamorphiques.